# Vladimír Volečko
Vladimír Volečko (* 6. dubna 1979 Trebišov) je český herec.
V roce 2003 vystudoval muzikálové herectví na Divadelní fakultě Janáčkovy akademie múzických umění v Brně. Od listopadu 2004 má stálé angažmá v Městském divadle Brno.

## Role vMěstském divadle Brno
- Enjolras – Bídníci
- Tábor Lujku Zobara – Cikáni jdou do nebe
- Voják – Markéta Lazarová
- Chino – West Side Story
- Josef – Josef a jeho úžasný pestrobarevný plášť
- Annáš – Jesus Christ Superstar
- Ansámbl – Mozart!

a mnoho dalších rolí.